# Julius Hallervorden
Julius Hallervorden (ur. 21 października 1882 w Allenbergu koło Wehlau, zm. 29 maja 1965 we Frankfurcie nad Menem) – niemiecki lekarz neurolog i neuropatolog. W okresie narodowego socjalizmu pracował w Instytucie Cesarza Wilhelma (Kaiser-Wilhelm-Institut) w Belinie-Buch, po wojnie w Instytucie Badań nad Mózgiem im. Maxa Plancka we Frankfurcie nad Menem (Max-Planck-Institut für Hirnforschung) kontynuującym działalność berlińskiego instytutu. Razem z Hugonem Spatzem opisał chorobę, znaną dawniej jako choroba Hallervordena-Spatza. W związku z udziałem obu neuropatologów w akcji T4, zaproponowano przemianowanie tej choroby na encefalopatię z odkładaniem żelaza w mózgu lub neurodegenerację związaną z kinazą pantotenianu.

## Życiorys
Urodził się w miejscowości Allenberg w Prusach Wschodnich. Jego ojciec Eugen Hallervorden (1853–1914) był psychiatrą pracującym w zakładzie psychiatrycznym w Allenbergu, potem Privatdozentem na Uniwersytecie Albertyna w Królewcu. Julius Hallervorden studiował medycynę w Królewcu w latach 1902–1907. Doktorem medycyny został w 1909 roku na podstawie dysertacji Ueber Heilerfolge bei nervösen Invalidenversicherten. Następnie odbył staż internistyczny w berlińskich klinikach Bethanien i Moabit. W 1913 uzyskał stanowisko radcy medycznego (Medizinalrat) i został głównym lekarzem w okręgowej instytucji psychiatrycznej (Psychiatrischer Landesanstalt) w Gorzowie Wielkopolskim (wówczas Landsberg an der Warthe). Pracował też w szpitalu wojskowym, zdobywając doświadczenie patologa. W 1918 roku zdał Kreisarztexamen.

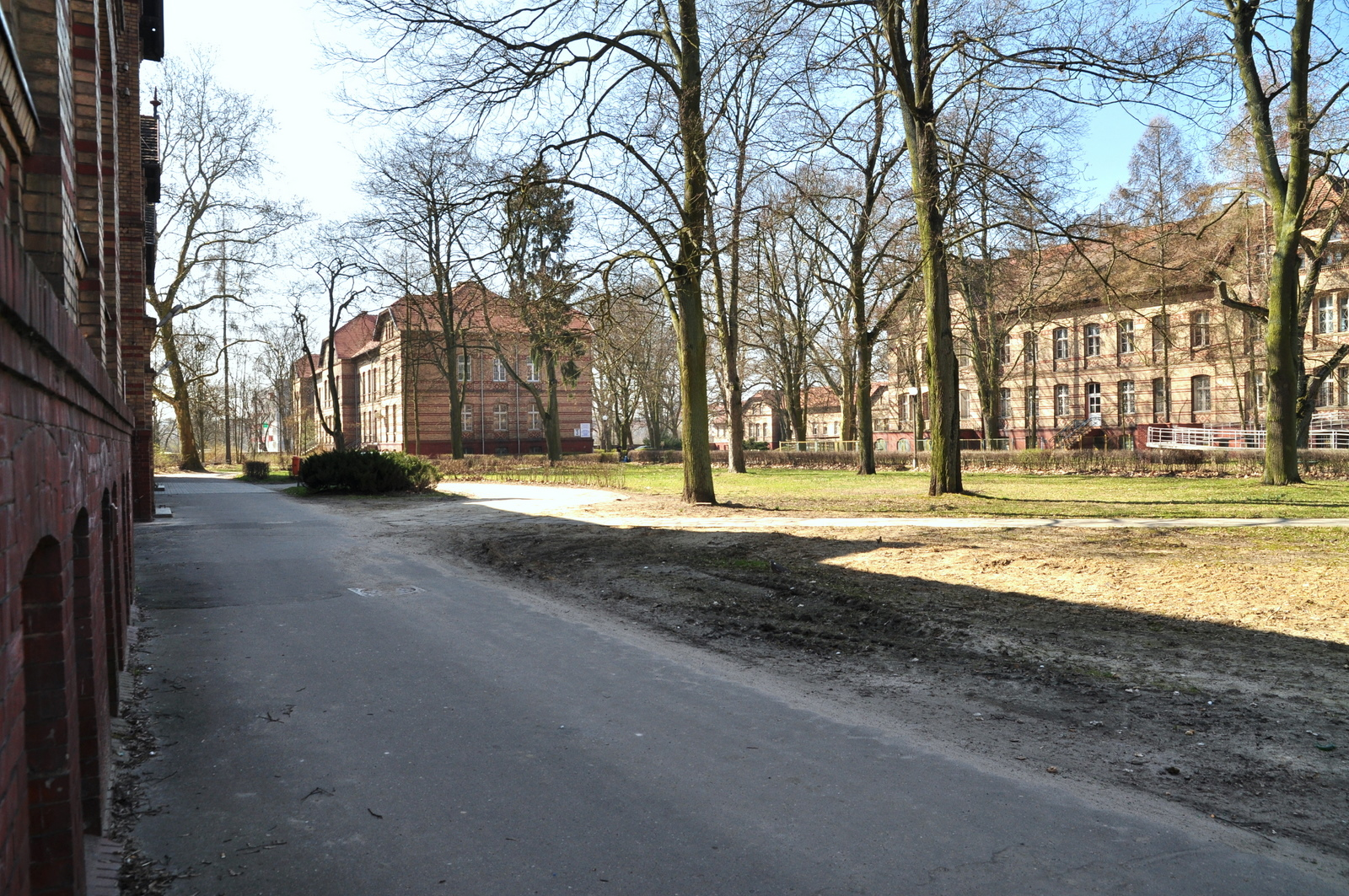
Dawny szpital psychiatryczny w Landsbergu. Obecnie Samodzielny Publiczny Szpital Wojewódzki w Gorzowie Wielkopolskim (2012)

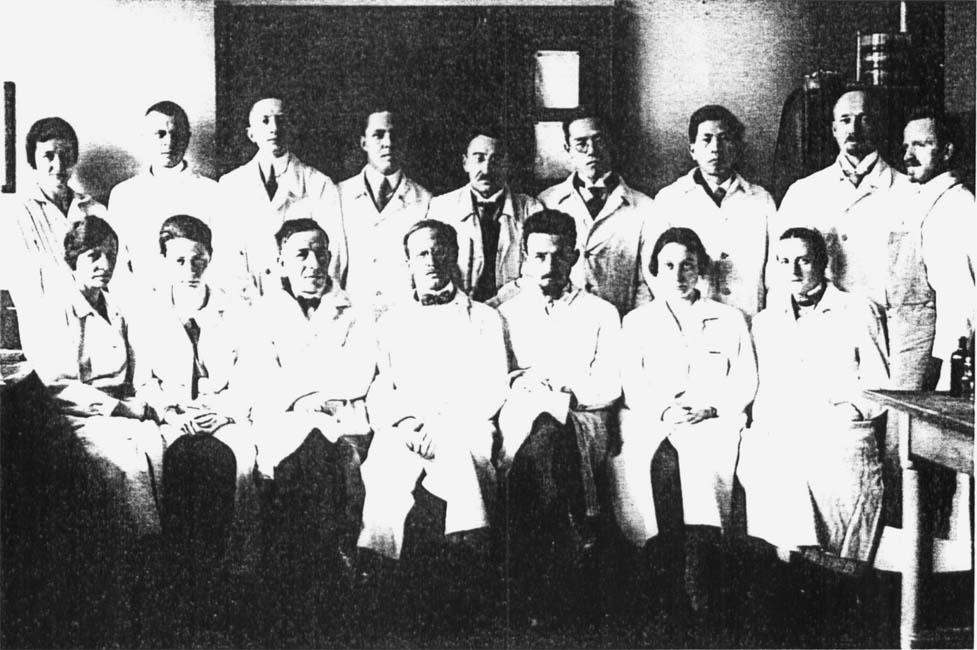
Julius Hallervorden (drugi od lewej w górnym rzędzie) w 1927 roku jako współpracownik Walthera Spielmeyera (czwarty od lewej w dolnym rzędzie). Po prawej stronie Spielmeyera siedzi Hugo Spatz

W 1921 i ponownie w 1925/1926 roku otrzymał urlop dziekański i stypendium, by pracować z Waltherem Spielmeyerem w Wydziale Neurohistologii Psychiatrycznego Zakładu Naukowo-badawczego Niemiec (Deutsche Forschungsanstalt für Psychiatrie, obecnie Max-Planck-Gesellschaft) w Monachium, któremu szefował wówczas Emil Kraepelin. Hallervorden pracował razem z Hugonem Spatzem, i od tego okresu wspólnej pracy naukowej w Monachium rozpoczęła się ich wieloletnia przyjaźń. Ci dwaj neuropatolodzy opisali pierwszy przypadek choroby neurodegeneracyjnej znanej później jako choroba Hallervordena-Spatza.
Od 1928 roku Hallervorden był zwolniony z obowiązków naczelnego lekarza w Gorzowie Wielkopolskim, otrzymując nowe zadanie utworzenia centralnej prosektury w Brandenburgii.
Od 1 stycznia 1938 był profesorem i szefem wydziału neuropatologii Instytutu Cesarza Wilhelma Badań nad Mózgiem (Kaiser-Wilhelm-Institut für Hirnforschung) w Berlinie-Buch, zastępując Maxa Bielschowsky’ego zwolnionego w 1933 z powodu żydowskiego pochodzenia. Po wojnie instytut został odtworzony jako Instytut Maxa Plancka Badań nad Mózgiem we Frankfurcie nad Menem (Max-Planck-Institut für Hirnforschung). Od 1936 do 1937 roku pracował w Poczdamie.
Hallervorden był nieczynnym (förderndes) członkiem SS i w 1939 roku wstąpił do NSDAP. Gdy wybuchła II wojna światowa, Hallervorden był prosektorem w Szpitalu Landu Brandenburgia. W 1939 roku wdrożono program "eutanazji"; Brandenburg-Görden było regionalnym ośrodkiem akcji, jednym z sześciu na terenie Rzeszy. W tym okresie miał miejsce gwałtowny wzrost zgonów w tej instytucji: z czterech w 1938 roku do łącznej liczby 1260 w latach 1939–1945. Uważa się, że większość z 700 przebadanych przez Hallervordena preparatów anatomicznych mózgów pochodziło z ofiar nazistowskiego programu eutanazji; prawdopodobnym jest, ze Hallervorden był obecny przy egzekucji sześćdziesięciorga dzieci i nastolatków tlenkiem węgla 28 października 1940 roku.
Do uczniów Hallervordena zaliczali się Diezel, Eicke, Kruecke, Noetzel, Seitelberger i Wilke.

## Ocena działalności
W Niemczech do lat 90. głosów krytycznych wobec postawy Hallervordena nie było. Po śmierci neurologa w czasopismach medycznych opublikowano nekrologi i artykuły wspomnieniowe, pomijające ten aspekt życia neurologa. Ich autorami byli Günther Ule, Spatz, Krücke, Berthold Ostertag i Ludo van Bogaert.
W 1989 roku kwestię nieetycznej postawy Hallervordena poruszył Aly w artykule opublikowanym w „Die Zeit”. Podniesione przez niego wątpliwości co do pochodzenia większości preparatów z kolekcji Hallervordena doprowadziły do ich usunięcia z kolekcji Instytutu Edingera. W ostatnich latach zaproponowano, by termin zespołu (choroby) Hallervordena-Spatza zastąpić innym określeniem; wyjaśnienie genetycznego podłoża schorzenia pozwoliło na zaproponowanie terminu „neurodegeneracji związanej z kinazą pantotenianową” (pantothenate kinase-associated neurodegeneration).

## Prace
- Ueber Heilerfolge bei nervösen Invalidenversicherten. Berlin: Schoetz, 1909 20 ss.
- Über eine hysterische Psychose mit alternierenden Bewußtseinszuständen[15]. (1914)
- Hallervorden J, Spatz H. Eigenartige Erkrankung im extrapyramidalen System mot besonderer Beteiligung des Globus pallidus und der Substantia nigra: Ein Beitrag zu den Beziehungen zwischen diesen beiden Zentren. „Zeitschrift für die gesamte Neurologie und Psychiatrie”. 79, s. 254–302, 1922.
- Über eien familiälle Erkrankug im extrapyramidalen System. „Deutsche Zeitschrift für Nervenheilkunde”. 81 (1–4), s. 204–211, 1924. DOI: 10.1007/BF01669546.
- Ein Beitrag zu den Beziehungen zwischen Substantia nigra und Globus pallidus: Befund melaninhaltiger Zellen im Globus pallidus. Zschr. ges. Neur. Psychiat. 91, s. 625 (1924)
- Der mikroskopische Hirnbefund in einem  Falle von angeborener Hemihypertrophie der linken Körperhälfte  einschließlich des Gehirns. „Deutsche Zeitschrift für  Nervenheilkunde”. 89 (1–3), 1926. DOI: 10.1007/BF01653842.
- Über disseminierte Enzephalomyelitis. „Deutsche  Zeitschrift für Nervenheilkunde”. 111 (1–6), 1929. DOI: 10.1007/BF01680481.
- Ein Aktinomykom im 3. Ventrikel. „Archiv  für Psychiatrie und  Nervenkrankheiten”. 95 (1), 1931. DOI: 10.1007/BF01819124.
- Bielschowsky M, Hallervorden J. Symmetrische Einschmelzungsherde im Stirnhirn beim Wilson-Pseudosklerosekomplex. Jahrb. Psychol. Neur.42, ss. 177-209 (1931)
- Zur Pathogenese des postencephalitischen  Parkinsonismus. „Klinische Wochenschrift”. 12 (18), 1933. DOI: 10.1007/BF01812689.
- Hallervorden J, Spatz H. Über  die konzentrische Sklerose und die physikalischchemischen Faktoren bei  der Ausbreitung von Entmarkungsprozessen. „Archiv  für Psychiatrie und Nervenkrankheiten”. 98 (1), 1933. DOI: 10.1007/BF01814664.
- Anatomische Untersuchungen zur Pathogenese des postencephalitischen Parkinsonismus. „Deutsche Zeitschrift für Nervenheilkunde”. 136 (1–2), 1935. DOI: 10.1007/BF01840815.
- Wustmann O, Hallervorden J. Beobachtungen bei Trendelenburgschen Embolieoperationen. „Deutsche Zeitschrift für Chirurgie”. 245 (7-8), s. 472–484, 1935. DOI: 10.1007/BF02797059.
- Erbliche Hirntumoren. „Deutsche Zeitschrift für Nervenheilkunde”. 139 (1–2), 1936. DOI: 10.1007/BF01761533.
- Max Laehr †. Allg. Zschr. Psychiat., 1936-37, 105: 239-44
- Erbliche Hirntumoren. Nervenarzt 9, ss. 1-8 (1936)
- Kreislaufstörungen in der Aetiologie des angeborenen Schwachsinns. Zschr. ges. Neur. Psychiat. 167, ss. 527-46 (1939)
- Die Hirnschädigungen bei angeborenem Schwachsinn. Zbl. inn. Med. 60: 471 (1939)
- Die pathologisch-anatomischen Veränderungen im Zentralnervensystem beim Fleckfieber. Deut. Militärarzt 8, ss. 26-30 (1943)
- Über Entmarkungsencephalomyelitiden[16]. (1948)
- Bemerkungen zur zentralen Neurofibromatose und tuberösen Sklerose. Deutsche Zeitschrift für Nervenheilkunde 169, 4, ss. 308-321 (1952)
- Das normale und pathologische Altern des Gehirns. Nervenarzt (1957)
- Die Entstehung der Hamartome am Hypothalamus mit und ohne Pubertas praecox[17]. (1958)